# Andrzej Makowiecki (pisarz)
Andrzej Makowiecki (ur. 5 sierpnia 1938 roku w Warszawie, zm. 30 września 2024) – polski pisarz, reporter, podróżnik, scenarzysta, dawniej trębacz jazzowy w zespole Tiger Rag, od 1949 roku związany z Łodzią.

## Wykształcenie i debiut literacki
Absolwent I Liceum Ogólnokształcącego im. Mikołaja Kopernika w Łodzi oraz Państwowej Szkoły Muzycznej w Łodzi. W 1964 wydana została napisana wspólnie z Andrzejem Brychtem opowieść publicystyczna o ziemiach zachodnich pt. Boss, ale jego właściwym debiutem literackim jest opowiadanie Tryl wydrukowane cztery lata później w tygodniku „Kultura”.  W 1968 roku ukończył studia na Wydziale Filologicznym Uniwersytetu Łódzkiego, pisząc pracę magisterską o twórczości Zbigniewa Uniłowskiego.

## Twórczość
Autor głośnych powieści, m.in.: Rapier Napoleona (inspirowana życiem i twórczością Romana Polańskiego), Powrót Wabiszczura (film z muzyką Czesława Niemena), Król Manhattanu, Noc saksofonów, Co dzień bliżej nieba (sfilmowana w 1983 roku), Pięćdziesiąt melonów, Kwadrans Śpiącej Królewny, Dubler sobowtóra (jako Andrew McKey), Krucjata Nikodema Dyzmy (jako Andrzej Dołęga-Łada), Wino i krew oraz bestsellerowej książki–reportażu o piłkarskich mistrzostwach świata w 1982 roku: Nerwy, radość, zwątpienie, zwycięstwo. W 1979 roku przebywał w Hiszpanii jako stypendysta tamtejszego rządu. Wynikiem tego pobytu jest powieść Nie ma pociągów do Barcelony. Wydał tomy reportaży i opowiadań: Przepis na wymianę twarzy,    Enklawa przy ulicy Wschodniej, Dłonie i pięści,                                Miraże i złoto (wspólnie z Konradem Frejdlichem )
Jako wysłannik Wydawnictwa „Res Polona” i „Expressu Ilustrowanego” pojechał na igrzyska olimpijskie w 1992, pisząc książkę Szaleństwo w Barcelonie – o kulisach tej imprezy.
Dwutomowe dzieło pisarza – Ziemia nawrócona, wydane przez łódzką Bibliotekę Expressu Ilustrowanego – to powieść współczesna z życia Łodzi, w której rozgrywają się losy jednostek i wielkich fortun, gdzie w szerokiej panoramie miasta ukazane są wszelkie dobre i złe aspekty życia łódzkiej metropolii.
We wrześniu 2011 roku ukazała się, napisana przez pisarza, biografia jazzmana i przyjaciela Michała Urbaniaka, pod tytułem Ja, Urbanator. Skończył także kolejną swoją powieść Bulwar róż i tulipanów oraz pracuje nad scenariuszem filmowym Edy War, na podstawie swojej powieści Piotrkowska 147.

## Kariera dziennikarska
Pracował jako publicysta w czasopiśmie „Odgłosy”. Był członkiem zespołu redakcyjnego „Polityki” oraz współpracownikiem m.in. „Kultury”, „Tygodnika Kulturalnego”, „Dookoła Świata”.

## Nagrody
Zdobył kilka nagród w konkursach literackich (np. pierwszą nagrodę w Ogólnopolskim Konkursie Literackim ogłoszonym przez tygodnik „Sportowiec” w 1969).

## Inne
Prywatnie kibic i sympatyk Łódzkiego Klubu Sportowego.

## Twórczość
- Boss (1964) – wraz z Andrzejem Brychtem
- Miraże i złoto: Dwanaście podróży (1970) – reportaż wraz z Konradem Frejdlichem
- Przepis na wymianę twarzy (1970) – powieść
- Co dzień bliżej nieba (1972) – powieść
- Enklawa przy ulicy Wschodniej (1976) – reportaż
- Powrót wabiszczura: Przypowieść (1977) – powieść
- Prawdziwe polskie drogi; Kraków nieznany; Gorgonowa – sprawa bez końca (1978) – reportaż
- Kwadrans śpiącej królewny (1979) – powieść
- Dłonie i pięści: Opowiadania (1981)
- Espana '82: Nerwy, radość, zwątpienie, zwycięstwo (1982) – esej
- Noc saksofonów (1984) – powieść
- Rapier Napoleona (1986) – powieść
- Nie ma pociągów do Barcelony (1987) – powieść
- Król Manhattanu (1989) – powieść
- Pięćdziesiąt melonów (1990) – powieść kryminalna
- Dubler Sobowtóra (1992) – powieść
- Syn Nikodema Dyzmy: Ciąg dalszy pasjonującej powieści Kariera Nikodema Dyzmy (1993) – powieść
- Krucjata Nikodema Dyzmy: Ciąg dalszy pasjonującej powieści „Syn Nikodema Dyzmy” (1993) – powieść
- Ziemia nawrócona (1997) – powieść
- Wino i krew (2001) – powieść
- Piotrkowska 147 (2004) – powieść
- Ja, Urbanator: Awantury muzyka jazzowego (2011) – biografia
- Mulat w pegeerze: Reportaże z czasów PRL-u (2011) – jeden z autorów zbioru reportaży
- Pięćdziesiąt melonów (2017) – powieść kryminalna – pierwsze pełne wydanie książki
- Szepty zza grobu (2017) – powieść kryminalna